# Bristol, Virginia
Bristol är en stad (independent city) i Virginia, USA. Bristol är omgivet av Washington County i norr och gränsar mot Sullivan County, Tennessee i söder, där tvillingstaden Bristol, Tennessee är belägen. Tvillingstaden Bristol finns strax över Tennessees delstatslinje, som går i mitten av huvudgatan, State Street. De båda städerna delar stadskärna.